# Bretzenheim
Bretzenheim ist eine Ortsgemeinde im Landkreis Bad Kreuznach in Rheinland-Pfalz. Sie gehört der Verbandsgemeinde Langenlonsheim-Stromberg an.

## Geographie
Bretzenheim liegt an der Nahe 10 km vor deren Mündung in den Rhein. Im Süden befindet sich Bad Kreuznach, im Norden Bingen am Rhein.
Zu Bretzenheim gehören auch die Wohnplätze Eremitage, Haus Sitzius, Karlshof, Eulenhof und Orthenberger Mühle.

## Geschichte
Der Ort wurde im Jahr 1057 erstmals urkundlich erwähnt, als der damalige Erzbischof Anno II. von Köln die beiden Dörfer Winzenheim und Bretzenheim der Polenkönigin Richeza als Lehen übergab.
Bis 1589 hatte das Kurfürstentum Köln die Grundherrschaft über die Herrschaft Bretzenheim. Lehensnehmer waren später die Pfalzgrafen bei Rhein, gefolgt von den Grafen von Falkenstein in verschiedenen Linien, bevor 1642 Graf Alexander II. von Velen die Herrschaft kaufte. 1664 erhob Kaiser Leopold I. Bretzenheim zur freien Reichsherrschaft. Im Jahre 1669 kaufte Velen die Dörfer Dasbach, Kettenbach und Hausen (bei Idstein) von den Freiherren von Cornberg hinzu. Nachdem Graf Alexander IV. von Velen 1733 ohne Erben gestorben war, zog das Erzstift Köln das Lehen ein und vergab es 1734 an Graf Ambrosius Franz von Virmont, der 1744 ebenfalls ohne Erben verstarb, woraufhin 1747 Freiherr Ignaz Felix von Roll zu Bernau mit Bretzenheim belehnt wurde. Dieser verkaufte die Herrschaft 1772 für 300.000 Gulden an Graf Karl August von Heydeck, einen illegitimen Sohn des Kurfürsten Karl Theodor von der Pfalz. Karl August wurde 1774 zum Reichsgrafen und 1789 zum Reichsfürsten erhoben. Bretzenheim stieg damit von einer Reichsherrschaft zum Reichsfürstentum auf. Bereits 1795 wurde das Fürstentum aber im Rahmen der Koalitionskriege französisch besetzt und zerschlagen. Nach dem Wiener Kongress 1815 wurde Bretzenheim in die preußische Rheinprovinz eingegliedert.
In der Gemarkung Bretzenheim befand sich von 1945 bis 1948 ein Kriegsgefangenenlager, das sogenannte Feld des Jammers, das zur Gruppe der Rheinwiesenlager gehörte.

## Bevölkerungsentwicklung
Die Entwicklung der Einwohnerzahl von Bretzenheim, die Werte von 1871 bis 1987 beruhen auf Volkszählungen:
| Jahr | Einwohner |
| ---- | --------- |
| 1815 | 728       |
| 1835 | 969       |
| 1871 | 937       |
| 1905 | 954       |
| 1939 | 1.095     |
| 1950 | 1.280     |
| 1961 | 1.431     |

| Jahr | Einwohner |
| ---- | --------- |
| 1970 | 1.872     |
| 1987 | 2.075     |
| 1997 | 2.373     |
| 2005 | 2.414     |
| 2011 | 2.498     |
| 2017 | 2.587     |
| 2023 | 2.598     |

## Politik

### Ortsbürgermeister
Ortsbürgermeister ist Olaf Budde (CDU). Bei der Kommunalwahl am 26. Mai 2019 wurde er mit einem Stimmenanteil von 78,70 % gewählt und ist damit Nachfolger von Thomas Gleichmann (CDU), der nach zehn Jahren im Amt nicht mehr kandidiert hatte. Bei der Kommunalwahl am 9. Juni 2024 wurde Budde gegen einen Kandidaten der SPD mit 56,6 % der Stimmen in seinem Amt bestätigt.

## Sehenswürdigkeiten
- Felseneremitage

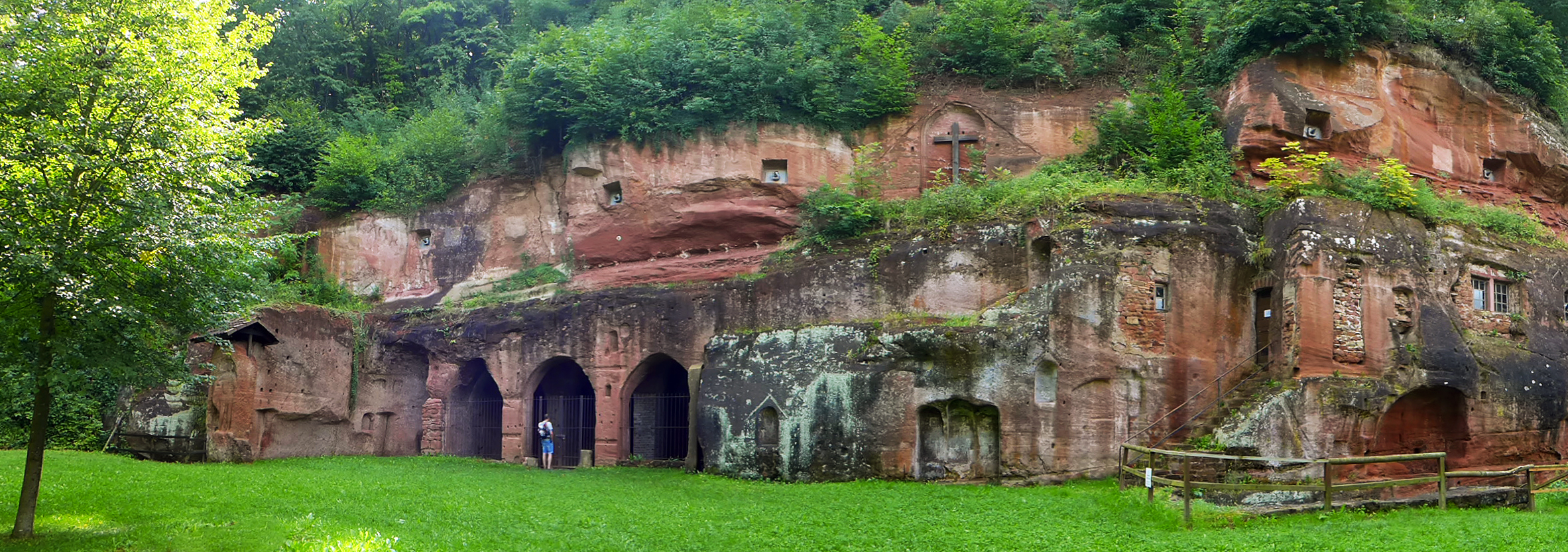
Eremitage (Bretzenheim)

- Liste der Kulturdenkmäler in Bretzenheim

## Weinbau
Bretzenheim gehört zum „Weinbaubereich Nahetal“ im Anbaugebiet Nahe. Im Ort sind 17 Weinbaubetriebe tätig. Die bestockte Rebfläche beträgt 112 Hektar. Etwa 64 % des angebauten Weins sind Weißweinrebsorten (Stand 2007). Im Jahre 1979 waren noch 36 Betriebe tätig. Die damalige Rebfläche betrug 94 Hektar.

## Verkehr
- Durch den Ort führt die Bundesstraße 48.
- Östlich verläuft die Autobahn 61.
- Im Ort gibt es einen Haltepunkt an der Bahnstrecke Bingen–Saarbrücken, der seit dem 1. Juni 1927 in beschränktem Umfang im Stückgutverkehr bedient wurde.[9]
- Der nächste Flugplatz ist in Langenlonsheim.

## Radio
In Bretzenheim ist seit 2006 Deutschlands erstes Pfarr-Radio mit dem Namen Studio Nahe ansässig. Es wird von der Katholischen Pfarrgemeinde Bretzenheim betrieben und überträgt Gottesdienste aus der katholischen Kirche Bretzenheim und Langenlonsheim. Daneben sendet das ehrenamtliche Team an Wochenenden Hinweise zu örtlichen Veranstaltungen und gelegentlich Sendungen zu örtlichen Themen. Das Kölner Domradio ist das Rahmenprogramm, das gesendet wird, wenn keine eigene Sendung gesendet wird. Die Sendeantenne liegt unterhalb des Kirchturms der Kirche St. Mariä Geburt und strahlt das Programm auf der Frequenz 87,9 MHz mit der Sendeleistung 160 Watt und vertikaler Polarisation in die Naheregion von Bad Kreuznach bis Bingen am Rhein aus.